# 卡拉肖
卡拉肖（義大利語：Calascio），是意大利阿奎拉省的一个市镇。总面积39.47平方公里，人口150人，人口密度3.8人/平方公里（2009年）。ISTAT代码为066014。